# V1077 Геркулеса
V1077 Геркулеса (лат. V1077 Herculis) — одиночная переменная звезда в созвездии Геркулеса на расстоянии (вычисленном из значения параллакса) приблизительно 12892 световых лет (около 3953 парсек) от Солнца. Видимая звёздная величина звезды — от +12,3m до +10,8m.
Открыта во время исследования по управлением Мэттью Дж. Коллинза в 1992 году*.

## Характеристики
V1077 Геркулеса — красный гигант, пульсирующая полуправильная переменная звезда типа SRA (SRA) спектрального класса M. Эффективная температура — около 3305 K.